# USA:s åttonde flotta
USA:s åttonde flotta var en av USA:s numrerade flottor, inaktiv sedan 1950.  Flottan grundades 1943 utifrån Nordvästra Afrikastyrkan. Flottan var verksam i Medelhavet under andra världskriget och var under en kort period den tolfte flottan. Under perioden 1946-1947 var åttonde flottan en tung stridsgrupp i USA:s Atlantiska flotta, innan den under 1950-talet först blev "Second Task Fleet" och sedan blev den andra flottan.